# Holmsjön (Godegårds socken, Östergötland, 650953-146571)
Holmsjön är en sjö i Motala kommun i Östergötland och ingår i Motala ströms huvudavrinningsområde. Sjön har en area på 0,0665 kvadratkilometer och ligger 104 meter över havet.

## Delavrinningsområde
Holmsjön ingår i det delavrinningsområde (650716-146748) som SMHI kallar för Utloppet av Hålldammen. Medelhöjden är 126 meter över havet och ytan är 68,67 kvadratkilometer. Räknas de 5 avrinningsområdena uppströms in blir den ackumulerade arean 132,57 kvadratkilometer. Hättorpsån (Godegårdsån) som avvattnar avrinningsområdet har biflödesordning 3, vilket innebär att vattnet flödar genom totalt 3 vattendrag innan det når havet efter 75 kilometer. Avrinningsområdet består mestadels av skog (72 procent) och jordbruk (11 procent). Avrinningsområdet har 0,86 kvadratkilometer vattenytor vilket ger det en sjöprocent på 1,3 procent.